# Ausbruch des Mount St. Helens 1980

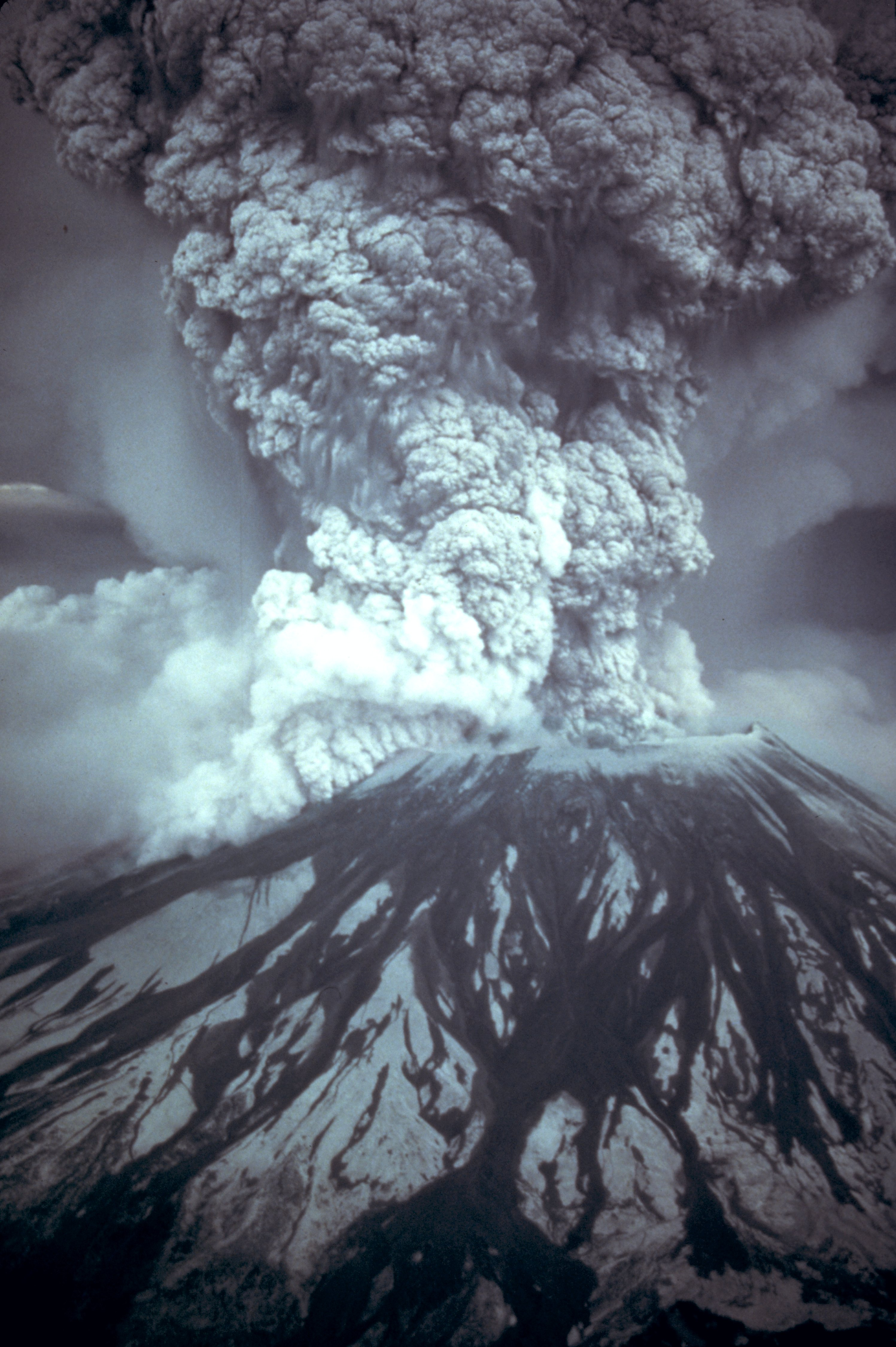
Eruption des Mount St. Helens am 18. Mai 1980

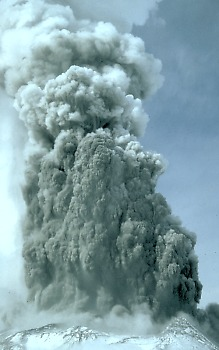
Eine phreatomagmatische Explosion auf dem Gipfel des Mount St. Helens am 4. April 1980

Der Ausbruch des Mount St. Helens 1980 war einer der stärksten Vulkanausbrüche des 20. Jahrhunderts. In geringer Tiefe des im Süden des US-Bundesstaates Washington gelegenen, zuletzt im 15. Jahrhundert als aktiver Vulkan tätigen Mount St. Helens war seit etwa zwei Monaten vor dem jüngsten Ausbruch wieder Magma aufgestiegen. Die Nordseite des Berges wurde aufgewölbt und bekam Risse. Es kam vorerst zu einer Serie von Erdbeben und explosionsartigen Dampfaustritten. Am 18. Mai 1980 rutschte infolge eines solchen Erdbebens um 8:32 Uhr (alle Zeiten sind als Ortszeiten in pazifischer Zeit angegeben) die gesamte Nordflanke lawinenartig ab. Hierdurch wurde das im Untergrund mit Gas und komprimiertem Dampf angereicherte Magma plötzlich einem stark verringerten Umgebungsdruck ausgesetzt. Die Folge war die Freisetzung eines pyroklastischen Stroms, eines Gemischs aus Gas und Feststoffen, der sich schnell in Richtung des nahegelegenen Spirit Lake bewegte, die Gerölllawine in kürzester Zeit überholte und verheerende Schäden in der Umgebung verursachte. Mit 1,2 Kubikkilometern ausgeworfenen Materials und einem Wert von 5 auf dem Vulkanexplosivitätsindex war dieser Ausbruch größer und heftiger als der des kalifornischen Lassen Peak 1915. An den Ausbruch des Novarupta in Alaska 1912, die stärkste jemals in den Vereinigten Staaten verzeichnete Eruption, reichte er aber nicht heran.
Die beim Ausbruch entstandene und hoch in die Atmosphäre emporgestiegene plinianische Säule verteilte vulkanische Asche über elf US-Bundesstaaten. Zur gleichen Zeit schmolzen auf dem Berg Schnee, Eis und sogar vollständige Gletscher und lösten Lahare aus, vulkanische Schlammströme, die bis in den über 50 Kilometer entfernten Columbia River reichten. Die folgenden Eruptionen waren weitaus weniger stark, jedoch fanden im Laufe des Jahres noch weitere größere Ausbrüche statt. Obschon zuvor eine Sicherheitszone um den Vulkan errichtet worden war, starben durch den Ausbruch des 18. Mai insgesamt 57 Menschen und tausende Tiere. Zudem verwandelten Asche und Lahare hunderte Quadratkilometer in Ödland. Der Gesamtschaden betrug mehr als eine Milliarde US-Dollar.
Für die Vulkanologie war und ist der Ausbruch des Mount St. Helens von großer Bedeutung: Er ereignete sich in einem gut zugänglichen Gebiet und in einem Land, das über ausreichend finanzielle Mittel und wissenschaftliche Ressourcen verfügte, um den Vulkan bereits nach ersten Anzeichen vulkanischer Aktivitäten von einem Team qualifizierter Wissenschaftler beobachten und analysieren zu lassen. Die Eruption des Mount St. Helens zählt deshalb zu den am besten erforschten Eruptionen eines Vulkans.

## Vorgeschichte des Vulkanausbruchs

### Die ersten Erdbeben – Vorboten der kommenden Eruptionen

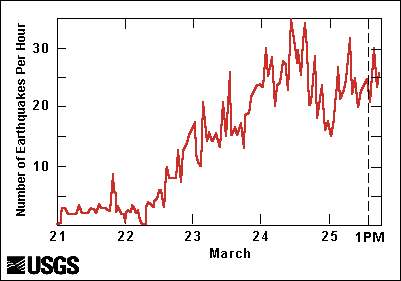
Erdbeben pro Stunde im Zeitraum vom 21. bis 25. März 1980

Am 16. März 1980 kam es in dem Gebiet des Mount St. Helens zu einer Reihe schwacher Erdbeben. Wissenschaftler deuteten bereits diese Erdbebenserie als Anzeichen, dass es unterhalb des Mount St. Helens zu Magmabewegungen gekommen war. Am 20. März um 3:47 Uhr bestätigte ein schwaches Erdbeben der Stärke 4,2 auf der Richterskala, dessen Epizentrum unterhalb der Nordflanke des Mount St. Helens lag, diesen anfänglichen Verdacht. In den nächsten Tagen wurden die das Gebiet überwachenden Seismographen von einer allmählich sich beschleunigenden Welle von Erdbeben regelrecht übersättigt.
Gegen Mittag des 25. März erreichte die Welle der Beben einen ersten Höhepunkt: In den folgenden zwei Tagen wurden 174 Erdstöße der Stärken 2,6 oder höher gemessen. Im Zeitraum bis zum 18. Mai wurden zunehmend auch stärkere Erdstöße von 3,2 und mehr auf der Richterskala gemessen. Lag die Anzahl der Beben einer Stärke von mindestens 4,0 Anfang April noch bei etwa fünf pro Tag, stieg dies langsam bis auf acht tägliche Beben eine Woche vor dem Ausbruch des Vulkans an. Anfänglich zeigten sich keine Zeichen eines drohenden Ausbruchs, jedoch lösten die Beben immer wieder Eis- und Schneelawinen aus.

### Die ersten Eruptionen

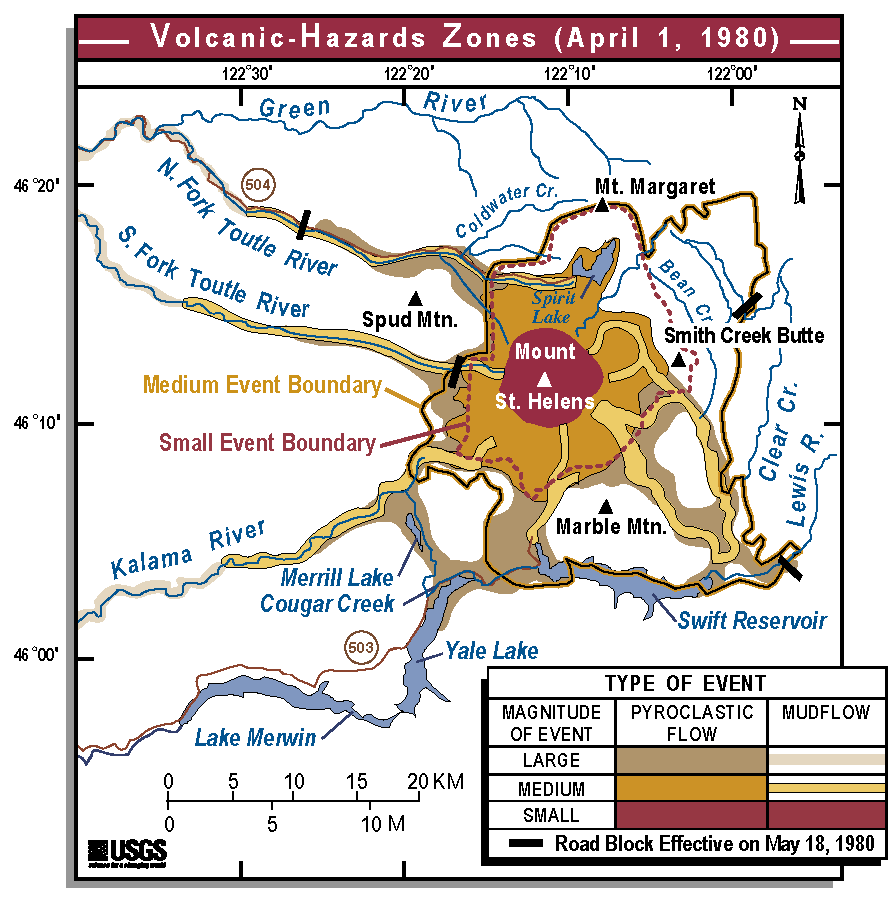
Prognose der Gefahrenzonen für einen möglichen Ausbruch am 1. April 1980

Am 27. März um 12:36 Uhr warfen ein oder zwei annähernd gleichzeitige phreatische Eruptionen (explosionsartige Dampfaustritte des Grundwassers) Asche und Geröll aus dem Inneren des Gipfelkraters und erzeugten neben einer etwa 1800 Meter hohen Aschesäule auch einen neuen, etwa 76 Meter durchmessenden Krater. Zum gleichen Zeitpunkt bildete sich im Gipfelbereich ein etwa 4900 Meter langes, nach Osten verlaufendes Netz aus Rissen. Weitere Erdstoßwellen und eine Reihe von Dampfexplosionen schleuderten Vulkanasche zwischen 3050 und 3350 Meter hoch über den Krater hinaus. Der Großteil dieser Asche ging in einem Umkreis zwischen fünf und 19 Kilometern nieder; einzelne Niederschläge wurden jedoch noch 240 Kilometer südlich in Bend, Oregon, und 285 Kilometer östlich in Spokane, Washington, festgestellt. Aufgrund der durch Schneeschmelze drohenden Überflutungen und der durch Erdstöße ausgelösten Erdrutsche wurde ab dem 27. März eine Sicherheitszone im Umkreis von rund 25 Kilometern um den Vulkan errichtet. Die in diesem Gebiet lebenden Menschen wurden evakuiert.
Am 29. März wurden ein zweiter neuer Krater und eine – wahrscheinlich durch brennende Gase ausgelöste – blaue Flamme beobachtet, die zwischen den zwei Kratern hin und her tanzte. Bergab rollende Aschewolken erzeugten statische Elektrizität, die bis zu drei Kilometer lange Blitze auslöste. Am 30. März wurden 93 verschiedene kleinere Ausbrüche gemeldet. Nachdem am 3. April rhythmische Erdstöße die beobachtenden Geologen beunruhigt hatten, rief die Gouverneurin des Bundesstaates Washington Dixy Lee Ray am 3. April den Ausnahmezustand aus. Damit wurde der Zutritt zu einem Gebiet von 13 Kilometern rund um den Vulkan eingeschränkt. Einzig der Lodgeverwalter Harry R. Truman verweigerte sich einer Evakuierung und blieb im Sperrgebiet. Er erregte dadurch kurzzeitig großes Medieninteresse, starb allerdings beim Ausbruch.

### Die Auswölbung an der Nordflanke

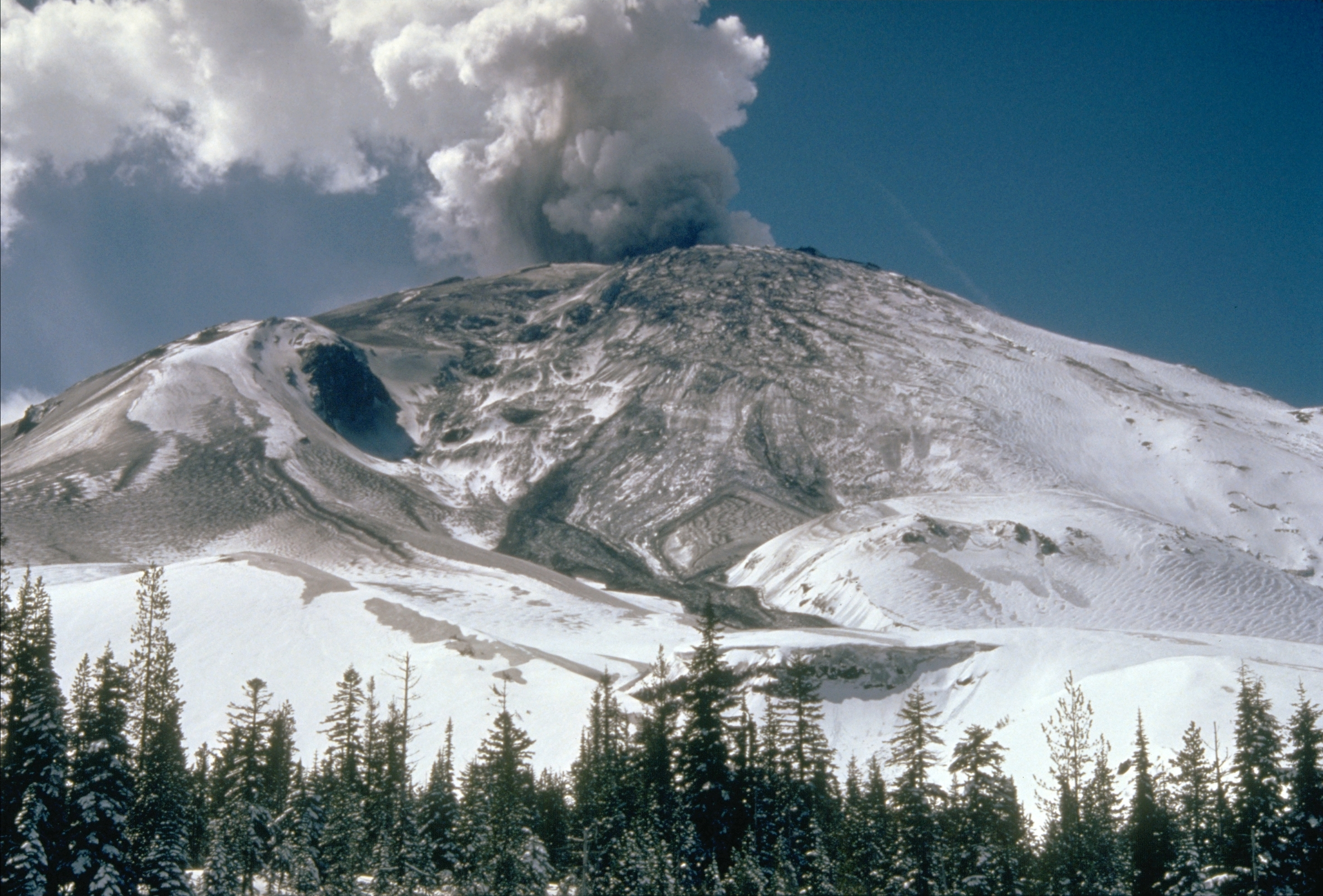
USGS-Foto, das einen Ausbruch am 10. April 1980 zeigt

Am 8. April bildeten beide Krater eine gemeinsame, 520 mal 260 Meter große Mulde. Ein Team des US Geological Survey (USGS) stellte in der letzten Aprilwoche fest, dass ein 2,4 Kilometer durchmessender Abschnitt der Nordseite des Mount St. Helens um etwa 82 Meter verschoben war – eine Auswölbung, die sich bis Anfang Mai täglich um eineinhalb bis 1,8 Meter erweiterte und Mitte Mai eine Ausdehnung von mehr als 120 Metern aufwies. Während sich diese Ausbuchtung nordwärts verlagerte, sank die restliche Gipfelregion schrittweise ab und bildete einen geologischen „Graben“. Die den Vulkan beobachtenden Geologen kamen am 30. April zu der Überzeugung, dass von dieser Auswölbung die größte Gefahr ausgehe. Ein Abbrechen vom restlichen Gestein würde nicht nur einen gewaltigen Erdrutsch bedeuten, sondern wahrscheinlich auch von einer großen Vulkaneruption begleitet werden. Etwas Vergleichbares hatte sich 1956 auf der russischen Halbinsel Kamtschatka ereignet: Dort war am 30. März 1956 eine instabile Flanke des Vulkans Besymjanny abgebrochen und hatte eine horizontal gerichtete Explosion ausgelöst, welche die Spitze des Berges wegsprengte und einen Krater von 1,9 Kilometern Durchmesser entstehen ließ. Ein Umkreis von 34 Kilometern wurde durch fast vier Kubikkilometer rauchender Asche und Gesteinstrümmer verwüstet.
Das Volumen des Berges vergrößerte sich bis Mitte Mai um 125 Millionen Kubikmeter. Dies entsprach wahrscheinlich dem Volumen des in den Vulkan eingeflossenen Magmas. Eine solche Vulkanform wird aufgrund des unter der Oberfläche verborgenen Magmas als Kryptodom bezeichnet, während ein „offener“ Vulkan einen Lavadom bildet.

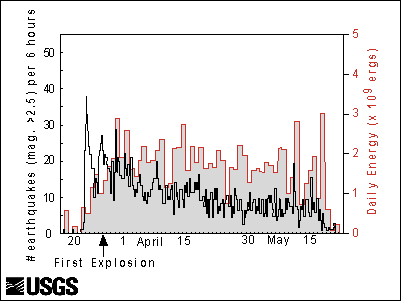
Diagramm der Erdbeben einer Stärke mehr als 2,5 (schwarz) und der täglichen Energieabgabe (rot, eingefärbter Bereich) im Zeitraum März bis Mai 1980

Am 7. Mai erfolgten weitere Eruptionen, die jenen im März und April ähnelten. Auch während der nächsten Tage wuchs die Auswölbung an der Nordflanke weiter an. Vor dem 18. Mai wurden insgesamt etwa 10.000 Erdstöße registriert, deren Epizentren sich auf ein kleines Gebiet von weniger als 2,6 Kilometern Durchmesser unterhalb der Nordflanke des Mount St. Helens konzentrierten. Die sichtbaren Eruptionen endeten am 16. Mai, wodurch das bis dahin intensive Medieninteresse nachließ. Zunehmender öffentlicher Druck veranlasste die Behörden, einer limitierten Zahl von Personen am 17. Mai Zutritt zu der gesperrten Zone zu gewähren, damit sie wenigstens einen Teil ihrer zurückgelassenen Habe holen konnten. Eine weitere solche Zugangsmöglichkeit war für den 18. Mai um 10 Uhr geplant.
Zur selben Zeit war eine später auf 110 Millionen Kubikmeter geschätzte Menge von Dazitmagma im Berginneren aufgestiegen. Das ansteigende Magma dehnte die Nordflanke des Mount St. Helens auf annähernd 150 Meter aus und erhitzte das im Berg gespeicherte Grundwasser, sodass es zu zahllosen phreatischen Eruptionen kam.

## Abrutschen der Nordflanke

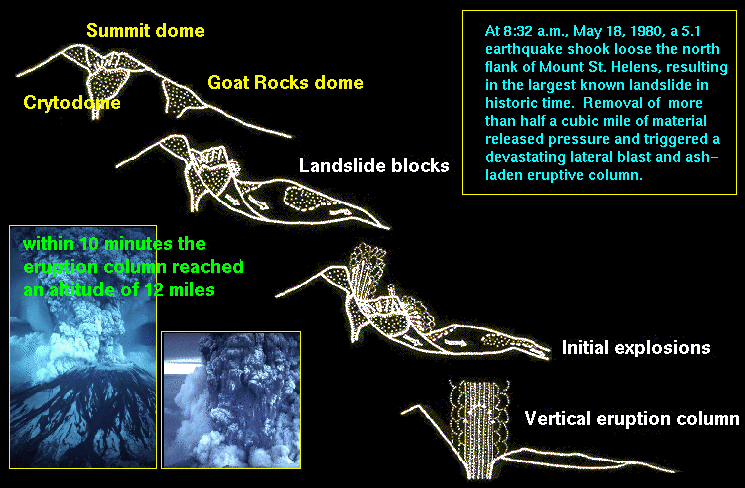
Ablauf der Ereignisse des 18. Mai (englisch)

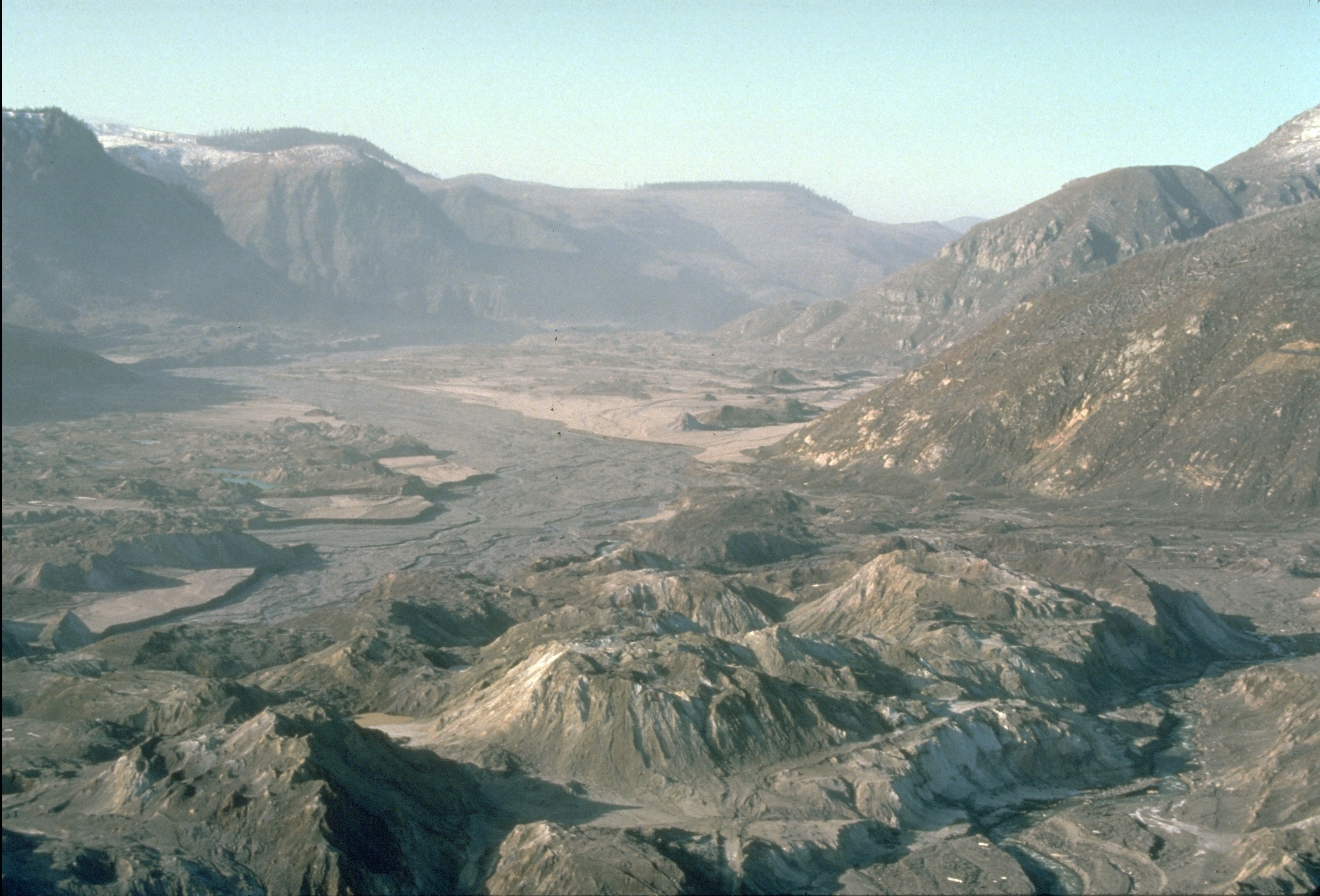
Das mit Geröll gefüllte Tal des Nordarms des Toutle River

Um 7 Uhr morgens Ortszeit des 18. Mai meldete sich per Funk der USGS-Vulkanologe David A. Johnston, der die Samstagnacht-Schicht im Observationsposten etwa zehn Kilometer nördlich des Berges übernommen hatte und gab die Resultate einiger Laservermessungen durch, die er kurz zuvor durchgeführt hatte. Die Aktivitäten des Mount St. Helens zeigten keinerlei Veränderungen gegenüber den vorherigen Tagen. Weder die Geschwindigkeit, mit der die Auswölbung an der Nordflanke zunahm, noch die Schwefeldioxid-Emissionen oder die Bodentemperaturen zeigten irgendwelche ungewöhnlichen Veränderungen, die auf die große Explosion hindeuteten, welche sich kurze Zeit später ereignen sollte.
Um 8:32 Uhr erfolgte ohne Vorwarnung ein Erdbeben der Stärke 5,1 direkt unterhalb der Nordseite des Berges. Etwa sieben bis 20 Sekunden nach diesem Erdstoß – wobei zehn Sekunden die wahrscheinliche Spanne sind – löste sich die gesamte Nordflanke in einem der größten jemals aufgezeichneten Bergrutsche vom Mount St. Helens ab. Die ersten beiden, die den Ausbruch vermeldeten, waren Johnston, der durch die unmittelbaren Folgen der Abrutschung ums Leben kam, mit seinen berühmten letzten Worten „Vancouver! Vancouver! This is it!“ sowie der Funkamateur Gerry Martin mit einer längeren Übertragung. Es gibt lediglich fünf bekannte Fotos beziehungsweise Fotoserien, die den Bergrutsch und den Beginn der Eruption festhalten:
1. Auf einer Anhöhe nahe der Forest Road 100 bei Bear Meadow – etwa 17,6 Kilometer nordöstlich des Vulkans – campierten Keith Ronnholm, der an der University of Washington Geophysik studierte, der Amateurfotograf Gary Rosenquist sowie einige weitere Freunde. Rosenquist hatte eine Kamera mit Stativ aufgestellt, um den Berg zu beobachten. Er verpasste zwar die ersten zehn Sekunden der Rutschung, hatte dann aber die Kamera erreicht. Sie war in Erwartung einer vertikalen Eruption auf die Gipfelregion des Berges ausgerichtet. In der Hektik verriss er sie versehentlich, was jedoch passenderweise die Schuttlawine sowie die Eruptionswolke genau ins Zentrum der Aufnahme rückte. Auch Keith Ronnholm gelangen Aufnahmen. Die Fotoserien sind bis heute die bekanntesten Aufnahmen des Ausbruchs. Anschließend gelang allen Campern mit ihren Autos die Flucht durch den Ascheregen gen Norden.
2. Eine Bergsteigergruppe hielt sich zufällig auf dem Gipfel des 53 Kilometer östlich gelegenen Mount Adams auf, als der Mount St. Helens ausbrach. Durch ihren exponierten Standpunkt und die große Entfernung konnten sie die Eruptionswolke in kompletter Längs-Ausdehnung verfolgen. Die Fotos zeigen unter anderem das Gruppenmitglied Suzanne Christensen, die ungläubig auf die Eruption starrt und vor Schreck hinfällt.[1][2]
3. Der damals 30-jährige Robert Rogers aus Portland fotografierte auf einem nahen Höhenrücken 12,2 Kilometer westlich des Vulkans. Am gleichen Ort gelang auch Ty Kearney eine Fotoserie.
4. Der Fotograf Robert E. Landsburg (1931–1980) aus Portland fotografierte aus einer ähnlichen Position wie Rogers, befand sich allerdings etwas näher am Berg in der Zielrichtung der lateralen Eruption. Etwa 7,2 Kilometer vom Vulkan entfernt, nahe dem South Fork Toutle River, fotografierte er den Ausbruch. Als die Glutlawine näher kam, spulte er den Film zurück in die Filmdose, packte diese in seinen Rucksack und legte sich selbst auf das Gepäck, um den Film zu schützen. Er starb und wurde 17 Tage später gefunden. Die Fotosequenz konnte noch entwickelt werden und lieferte Vulkanologen wichtige Informationen.
5. Das Geologen-Ehepaar Keith und Dorothy Stoffel arbeitete für das Washington Department of Natural Resources. Zum Zeitpunkt der Eruption unternahmen beide einen Beobachtungsflug mit einer Cessna direkt über den Gipfel. Den Stoffels gelangen so Aufnahmen „von oben“.

Mit einer Geschwindigkeit von 175 bis 250 Kilometern pro Stunde rutschte die in Bewegung geratene Flanke über den westlichen Ausläufer des Spirit Lake. Ein Teil des Erdrutsches traf neuneinhalb Kilometer nördlich auf einen 350 Meter hohen Felsgrat. Ein kleiner Teil des Erdrutsches strömte über den Felsgrat hinweg, der größte Teil wurde jedoch durch den Felsgrat abgelenkt und westlich in das Flusstal des North Fork Toutle River gelenkt. Es wurde auf einer Länge von 21 Kilometern bis zu 180 Meter hoch mit Geröll verschüttet. Insgesamt bedeckten die 2,9 Kubikkilometer Geröllmasse, die der Erdrutsch löste, eine Fläche von 62 Quadratkilometern.
Der größte Teil der ehemaligen Nordflanke des Berges wurde zu einem Geröllfeld von 27 Kilometern Länge, das im Mittel 47 Meter hoch war. Etwa 1,6 Kilometer unterhalb des Spirit Lake erreichte die Schuttmasse ihre größte Höhe, am flachsten war die Verschüttung an den westlichen Rändern. Der Bergrutsch verdrängte zeitweise das gesamte Wasser des Spirit Lake und erzeugte hierdurch 180 Meter hohe Wellen. Als das Wasser wieder in den See zurückströmte, dessen Seeboden durch den Geröllschutt um 60 Meter angehoben war, riss es Tausende von Bäumen mit sich, die der dem Bergsturz folgende pyroklastische Strom gefällt hatte.

## Pyroklastische Ströme

### Initiale laterale Explosion

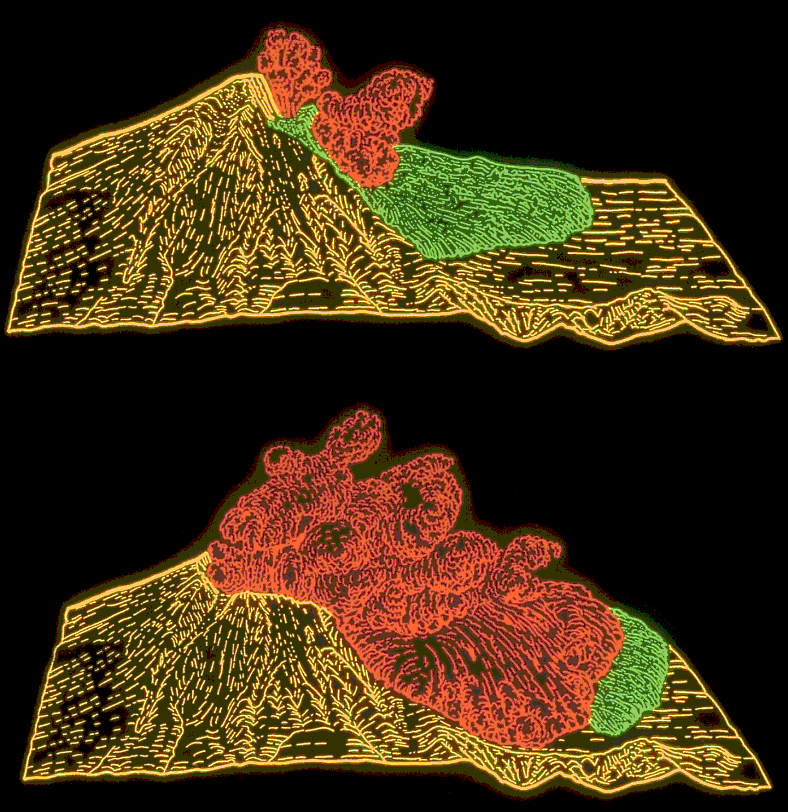
Computergrafik, die zeigt, wie der Erdrutsch des 18. Mai (grün) vom initialen pyroklastischen Strom (rot) überholt wird

Nachdem mit dem gewaltigen Bergsturz die Nordflanke des Mount St. Helens abgerutscht war, war das Dazitmagma im Berginneren einem drastisch abgesunkenen Umgebungsdruck ausgesetzt. Hierdurch explodierte das gasgesättigte, partiell geschmolzene Gestein – wie auch der unter hohem Druck stehende Dampf darüber – wenige Sekunden danach. Die Explosion stieß durch die letzten Ausläufer des Bergsturzes und schleuderte das Gestein in Richtung Norden. Der resultierende pyroklastische Strom in Form einer dunkelgrauen Wolke, die aus überhitzten vulkanischen Gasen, Asche und Bimsstein aus neuer Lava sowie pulverisiertem alten Gestein bestand, blieb hierdurch nahe der Erdoberfläche. Sie breitete sich zunächst mit einer Geschwindigkeit von etwa 350 Kilometern pro Stunde aus, die sich aber schnell auf etwa 1080 Kilometer pro Stunde erhöhte. Möglicherweise durchbrach die Ausbreitungsgeschwindigkeit des pyroklastischen Stromes kurzzeitig die Schallmauer.
Der pyroklastische Strom überholte die Gerölllawine, verbreiterte sich und verwüstete in Form einer Druckwelle ein fächerförmiges Areal von 37 Kilometern Breite und 30 Kilometern Länge. Insgesamt wurden in einem 13 Kilometer durchmessenden Innengebiet dieses Fächers etwa 600 Quadratkilometer Wald zerstört. Die Hitze vernichtete auch Bäume außerhalb der durch die Druckwelle betroffenen Zone. Während der Ausbruch des pyroklastischen Stroms am Ausbruchskanal selbst kaum länger als 30 Sekunden andauerte, expandierte er für etwa eine weitere Minute nordwärts.

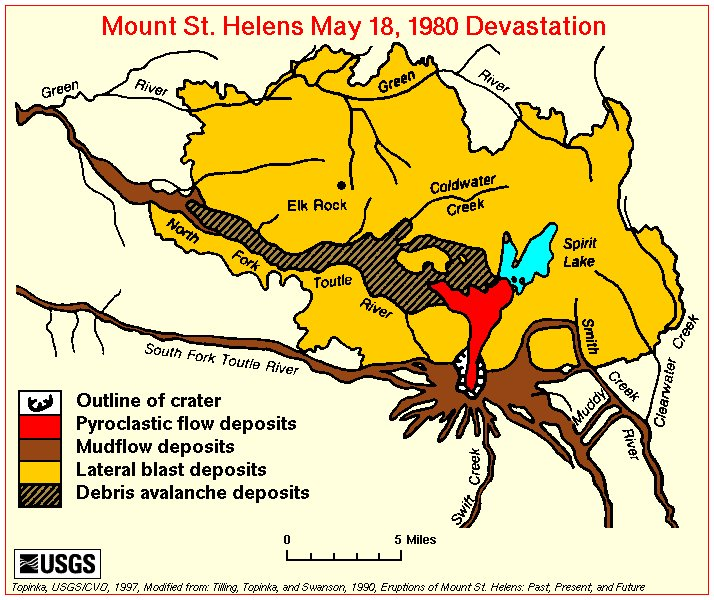
Karte der vulkanischen Ablagerungen 1980

Vom etwa zehn Kilometer nördlich liegenden Coldwater Ridge, wo der Vulkanologe Johnston postiert war, trug die Explosion das Erdreich bis auf das Grundgestein ab und fegte Bäume mit einem Stammdurchmesser von zwei Metern um. Die Leiche des Vulkanologen wurde nie gefunden.
Überhitzte Materie des pyroklastischen Stroms verdampfte Wasser des Spirit Lake und des North Fork Toutle River und erzeugte so eine Sekundärexplosion, die bis Britisch-Kolumbien, Montana, Idaho und Nordkalifornien zu hören war. Dennoch war diese Explosion in vielen – weitaus näheren – Gebieten wie etwa im rund 80 Kilometer entfernten Portland, Oregon, nicht wahrnehmbar. Diese sogenannte „Zone des Schweigens“ dehnte sich einige Kilometer radial vom Vulkan aus und entstand durch das komplexe Wechselspiel zwischen den Schallwellen der Eruption und den unterschiedlichen Bewegungen und Temperaturen der atmosphärischen Luftschichten. Auch die Topographie spielte eine – wenngleich untergeordnete – Rolle.

### Folgen der lateralen Druckwelle
In der Zone des Schweigens konnte jedoch die von der Nordseite des Mount St. Helens ausgesandte Aschewolke beobachtet werden. Die Druckwelle, die sich nahezu mit Schallgeschwindigkeit bewegte und mit vulkanischem Geröll angereichert war, richtete in bis zu 30 Kilometern Entfernung vom Vulkan weitreichende Zerstörungen an. Das betroffene Gebiet kann grob in drei konzentrische Zonen eingeteilt werden:

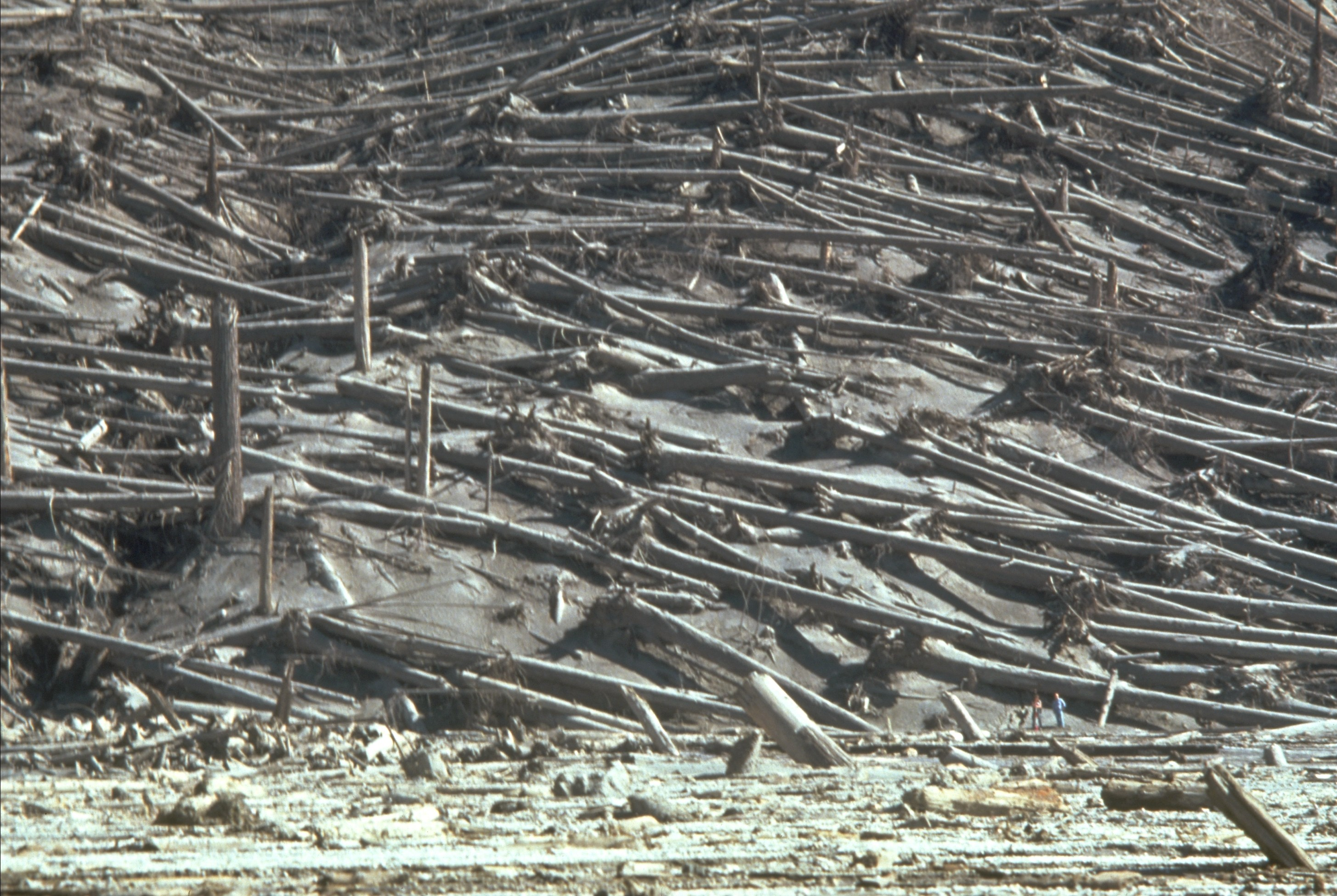
Durch die Explosion umgestürzte Bäume auf einem Hang des Smith Creek Valleys

1. Die direkte Explosionszone, der innerste Bereich im Umkreis von durchschnittlich etwa 13 Kilometern um den Mount St. Helens. Nahezu alles – natürlich oder künstlich – in dieser Zone wurde mitgerissen und zerstört. Aus diesem Grund wird die Zone auch als „Baumentfernungszone“ (engl: „tree-removal zone“) bezeichnet. In diesem Bereich wurde der pyroklastische Strom nicht durch topographische Gegebenheiten abgelenkt.
2. Die kanalisierte Explosionszone, der mittlere Bereich mit einer Entfernung von bis zu 30 Kilometern vom Vulkan. Hier ebnete der Strom jedes in seinem Weg stehende Hindernis und wurde zu einem gewissen Grad von topographischen Gegebenheiten gebündelt. Die Wucht der Druckwelle wird eindrucksvoll durch große Bäume demonstriert, die ähnlich Grashalmen unter einer Sichel an ihrem Stamm abknickten und exakt parallel liegen. Diese Zone trägt auch den Namen „Baumfällungszone“ (engl: „tree-down zone“).
3. Die verbrannte Zone, auch als „Zone der stehenden Toten“ (engl: „standing-dead zone“) bezeichnet, ist das Randgebiet des betroffenen Areals – ein Bereich, in dem Bäume zwar nicht mehr durch die Druckwelle umgeworfen, jedoch durch die heißen Gase der Explosion verkohlt wurden.

Spätere Untersuchungen deuten darauf hin, dass etwa 188 Millionen Kubikmeter des Stroms aus neuer Lava und der Rest aus älterem fragmentiertem Gestein bestanden.

### Die Opfer des Ausbruchs

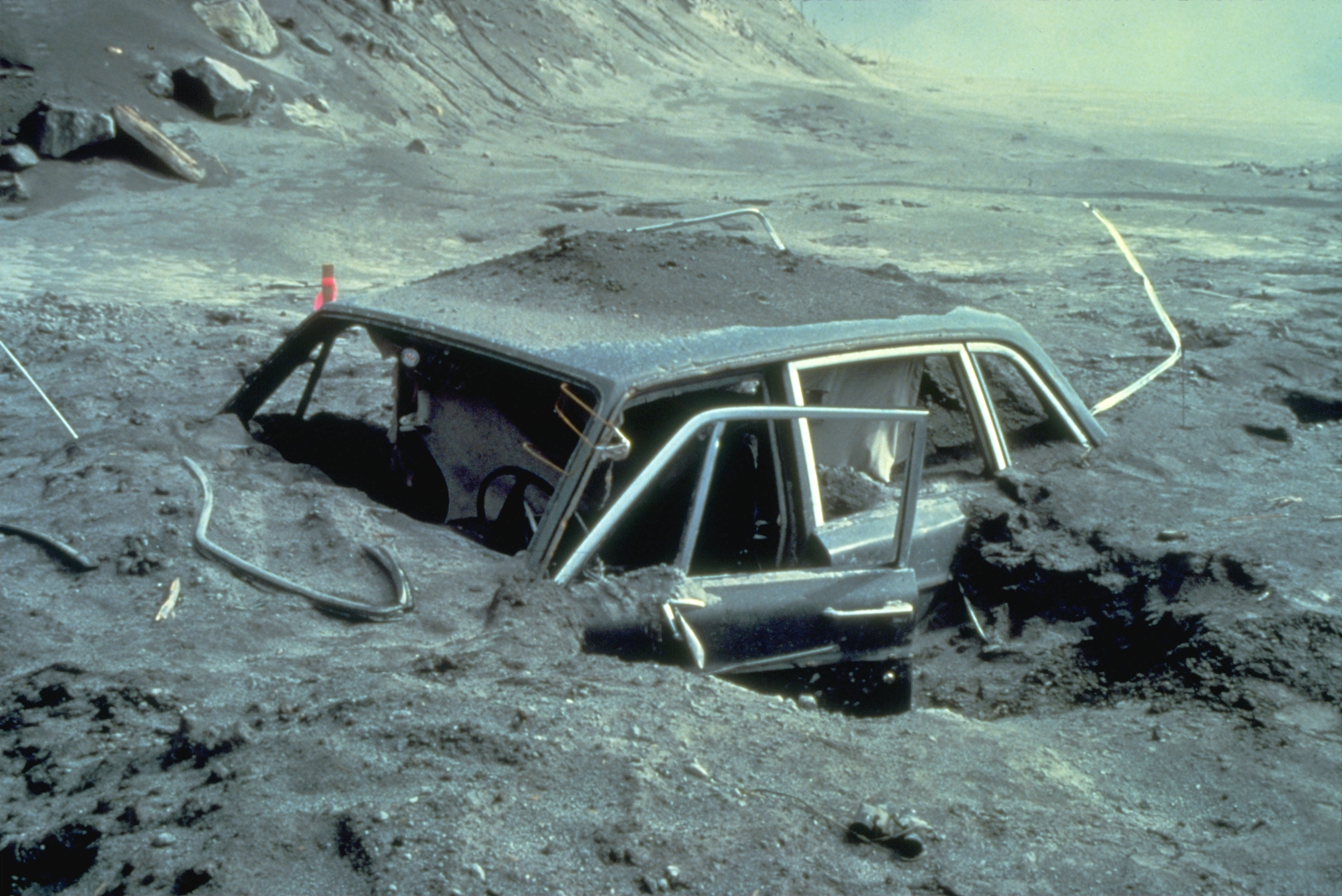
Der Wagen des National-Geographic-Fotografen Reid Blackburn nach der Eruption. Auch Reid Blackburn verlor beim Ausbruch sein Leben.

Insgesamt wurde ein keilförmiges Gebiet von 20 Kilometern Breite und 32 Kilometern Länge durch die Druckwelle verwüstet. Als der pyroklastische Strom auf die ersten Menschen traf, war er noch immer rund 360 Grad Celsius heiß und mit erstickenden Gasen und scharfkantigen Gegenständen angereichert. In der Verwüstungszone hielten sich neben dem Vulkanologen David A. Johnston weitere 64 Personen auf – darunter Holzfäller, Camper und Wanderer. Johnston eingeschlossen, starben 57 von ihnen.
Ebenso wie im Falle Johnston wurden von 22 weiteren bei dem Ausbruch ums Leben gekommenen Menschen keine Leichen gefunden. Autopsien an den aufgefundenen Leichen zeigten, dass die meisten nach dem Einatmen der feinen Asche an einem Pfropfen aus Schleim und vulkanischem Staub erstickt waren. Wären sie nicht erstickt, hätten die erlittenen Verbrennungen zum Tod geführt. Exemplarisch für die während des Ausbruchs ums Leben gekommenen Menschen sind vier Holzfäller, die sich 19 Kilometer vom Gipfel entfernt aufhielten und dort ihrer Arbeit nachgingen. Sie hörten das Donnern der pyroklastischen Woge, die durch den Wald auf sie zukam. Als sie die Männer erreichte, wurden sie zu Boden geworfen und in sengende Hitze und Dunkelheit gehüllt. Die Verbrennungen, die sie erlitten, betrafen zwischen einem Drittel und der Hälfte ihrer Hautoberfläche. Einer der Holzfäller starb noch am Ort. Zwei der Holzfäller starben in den folgenden Tagen im Krankenhaus, weil die Schädigungen der Lungen so schwerwiegend waren, dass diese versagten. Der vierte Holzfäller überlebte dank mehrerer Hauttransplantationen.

### Spätere pyroklastische Ströme

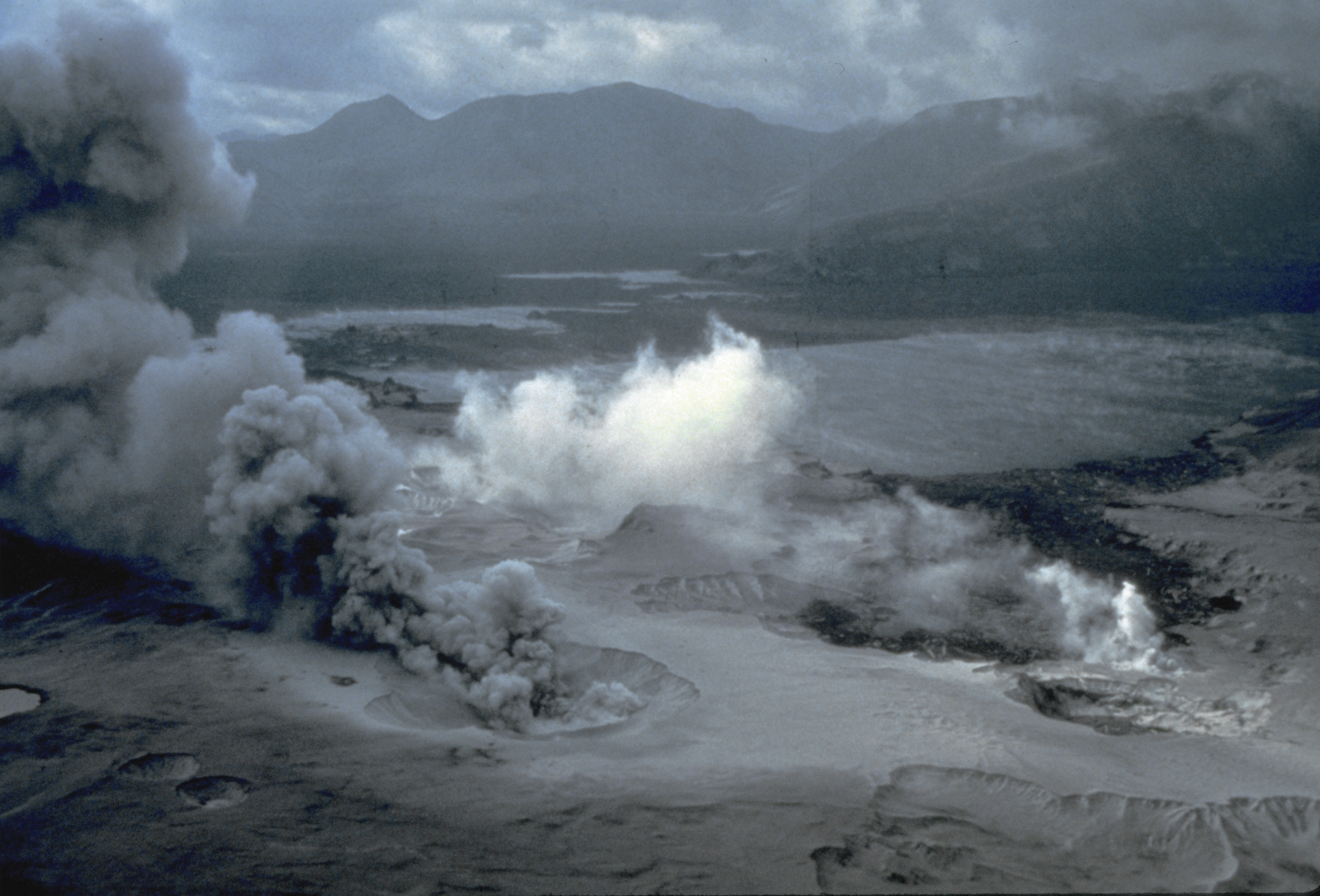
Der Spirit Lake und phreatische Explosionen am 25. Mai

Aus dem vom Erdrutsch zurückgelassenen Durchbruch strömte im Folgenden primär neues magmatisches Gestein aus. Die resultierenden Ablagerungen bildeten ein fächerförmiges Muster, bestehend aus aufgeschichteten Flächen, Zungen und Lappen.
Dem ersten pyroklastischen Strom folgten am 18. Mai siebzehn weitere Ströme, wobei sie jedoch nicht mehr die Zerstörungsgewalt des ersten erreichten. Ihre Ausbreitungsrichtung entsprach der des ersten pyroklastischen Stroms.
Das von den pyroklastischen Strömen abgelagerte Material war noch zwei Wochen später zwischen 300 und 420 Grad Celsius heiß. Von dieser Hitze verursachte sekundäre Dampferuptionen schufen Krater am nördlichen Rand der Ablagerungen, am südlichen Ufer des Spirit Lake und entlang des oberen Teils des North Fork Toutle River. Diese Explosionen traten sporadisch noch Wochen und Monate nach dem 18. Mai auf. Zumindest eine Eruption erfolgte noch etwa ein Jahr später, am 16. Mai 1981.

## Die Aschesäule

Karte der Aschenverteilung

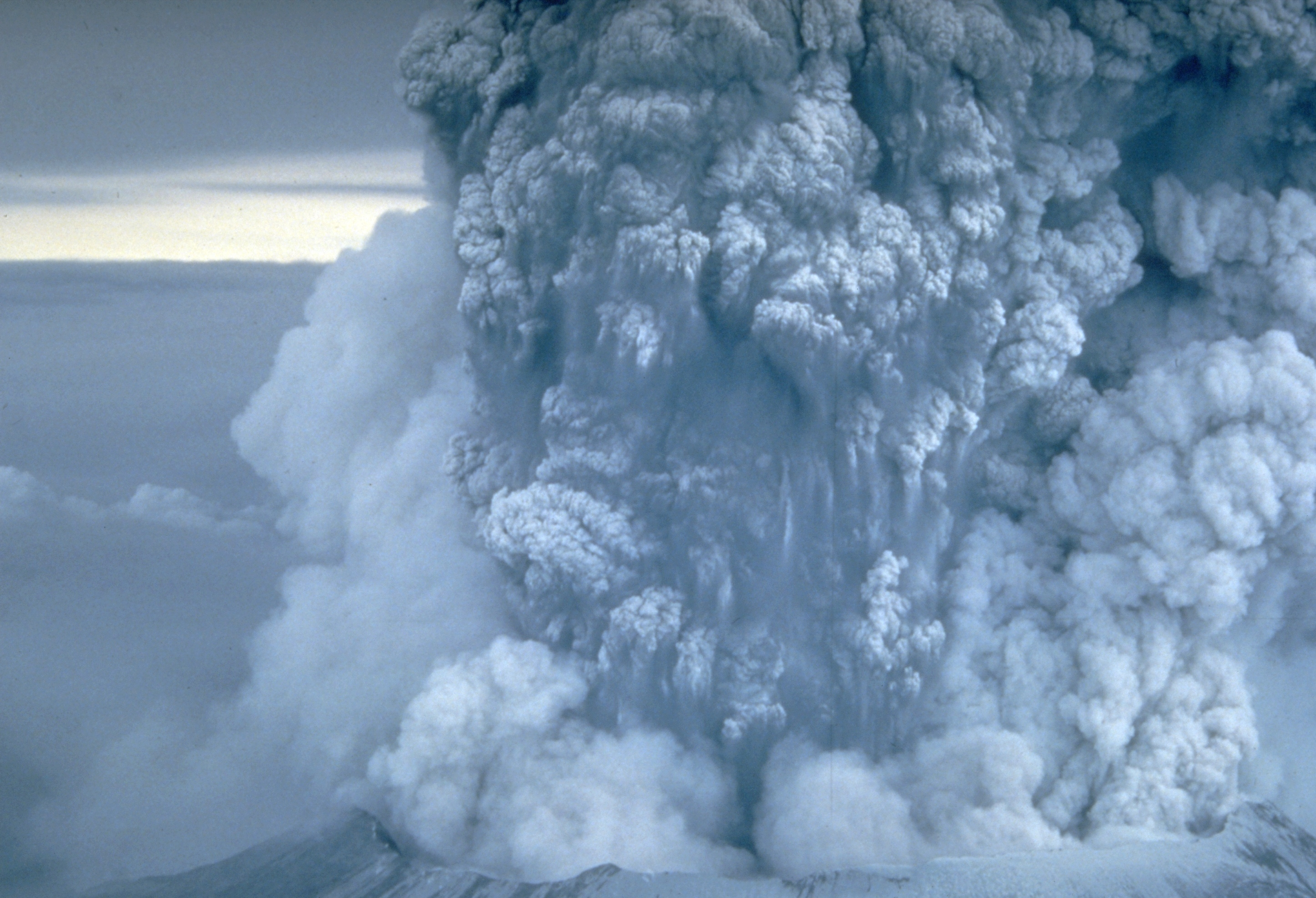
Foto des unteren Teils der Aschesäule am 18. Mai

Während die Gerölllawine und der initiale pyroklastische Strom sich noch immer ausbreiteten, wuchs eine Aschesäule (plinianische Säule) oberhalb des Vulkans heran, die innerhalb von zehn Minuten eine Höhe von 19 Kilometern erreichte und für eine Dauer von zehn Stunden Pyroklastika (aus dem Erdinneren stammende Feststoffe) in die Stratosphäre schleuderte. Nahe dem Vulkan erzeugten die umherwirbelnden Aschepartikel durch statische Elektrizität Blitze, die ihrerseits Waldbrände verursachten. Während dieser Zeit kollabierten Teile der nun pilzförmigen Aschewolke und sandten weitere pyroklastische Ströme entlang der Flanken des Mount St. Helens. Spätere Ströme entstammten direkt dem neuen nordwärtigen Krater und bestanden aus glühendem Bimsstein und sehr heißer Bimsasche. Einige dieser Ströme verdampften Eis und Wasser und schufen so Krater von bis zu 20 Metern Durchmesser, was Asche in Höhen bis zu zwei Kilometer (6500 Fuß) katapultierte.

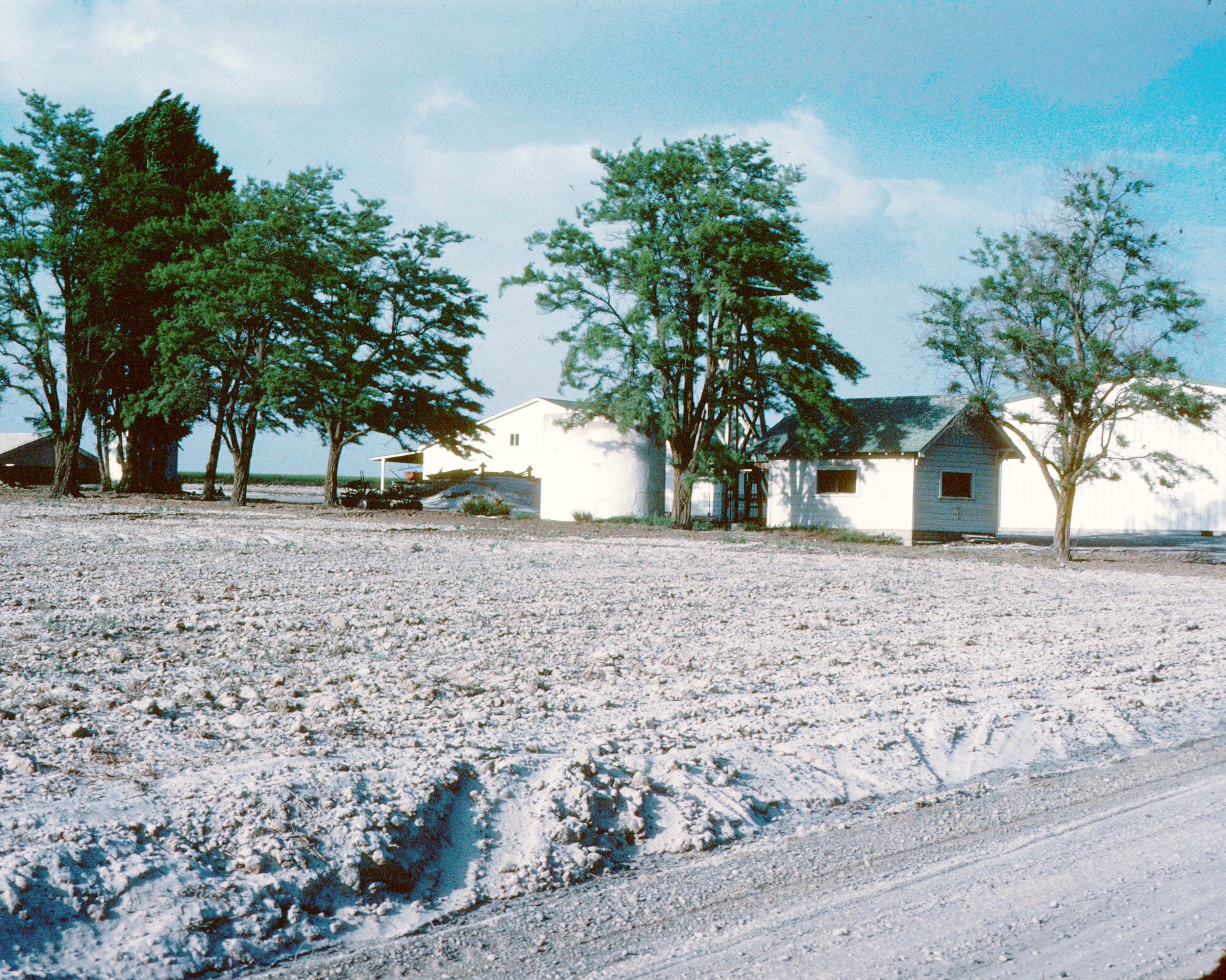
Asche in Connell, Washington

Starke Höhenwinde trugen einen Großteil der Asche mit einer durchschnittlichen Geschwindigkeit von 100 Kilometern pro Stunde ostnordöstlich des Vulkans. Um 9:45 Uhr erreichte der erste Ascheregen Yakima im Bundesstaat Washington – einen Ort, der 145 Kilometer vom Vulkan entfernt liegt. Insgesamt fielen 100 bis 130 Millimeter Asche auf Yakima nieder und in einem Gebiet, das bis nach Spokane reichte, herrschte zur Mittagszeit nur noch eine Sichtweite von drei Metern. Um 22:15 Uhr ging der erste Ascheregen im westlichen Teil des Yellowstone-Nationalparks nieder. In Denver im US-Bundesstaat Colorado meldete man den ersten Ascheregen am nächsten Tag. Über die nächsten Tage wurde Ascheregen auch aus so weit entfernten Gebieten wie Minnesota und Oklahoma gemeldet. Ein Teil der Asche wurde von den Höhenwinden zwei Wochen lang um die ganze Erde getrieben.
Während der neun Stunden heftigster Vulkanaktivität verteilten sich etwa 540 Millionen Tonnen vulkanischer Asche auf einem Gebiet von mehr als 60.000 Quadratkilometern. Das maximale Volumen der Aschewolke vor ihrer Komprimierung durch einsetzende Regenfälle lag bei etwa 1,3 Milliarden Kubikmetern – was etwa 208 Millionen Kubikmeter massiven Gesteins oder sieben Prozent des Erdrutsches entspricht. Am 18. Mai, um etwa 17:30 Uhr, fiel die Aschesäule in sich zusammen, jedoch setzten sich kleinere Eruptionen durch die gesamte Nacht und die folgenden Tage hindurch fort.

## Schlammströme

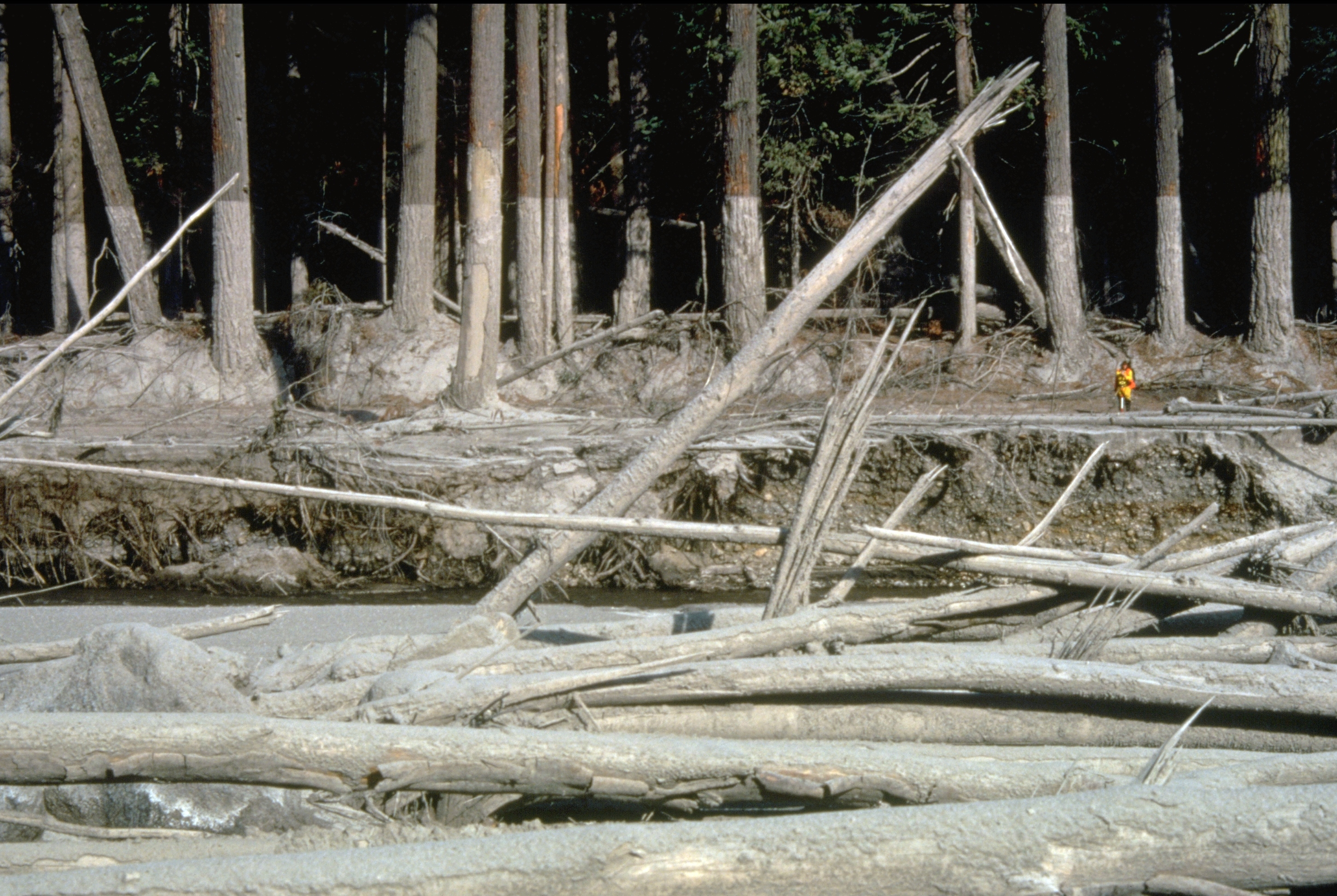
Der Muddy River nach den Laharen 1980

Die heiße Materie zerbarst und schmolz Gletscher und Schnee des Mount St. Helens. Wie bereits bei vorherigen Ausbrüchen des Vulkans entstanden hierdurch ab 8:50 Uhr große Lahare und Schlammfluten, die drei der vier Abflusssysteme des Bergs betrafen. Die Lahare bewegten sich im Gebirge mit Geschwindigkeiten von bis zu 145 Kilometern pro Stunde, verlangsamten sich in den flacheren, dafür aber breiteren Abschnitten der Flüsse bis auf etwa fünf Kilometer pro Stunde. An den südlichen und östlichen Flanken des Berges wiesen die Schlammströme etwa die Konsistenz flüssigen Betons auf, während sie den Muddy River, die Pine Creek und die Smith Creek entlangrasten. Sie flossen schließlich im Lewis River zusammen. Auf ihrem Weg rissen die Lahare Brücken an der Mündung des Pine Creek und des Swift Reservoirs mit sich, welches bis Mittag infolge der etwa 13 Millionen Kubikmeter Wasser, Schlamm und Geröll um 80 Zentimeter anstieg.

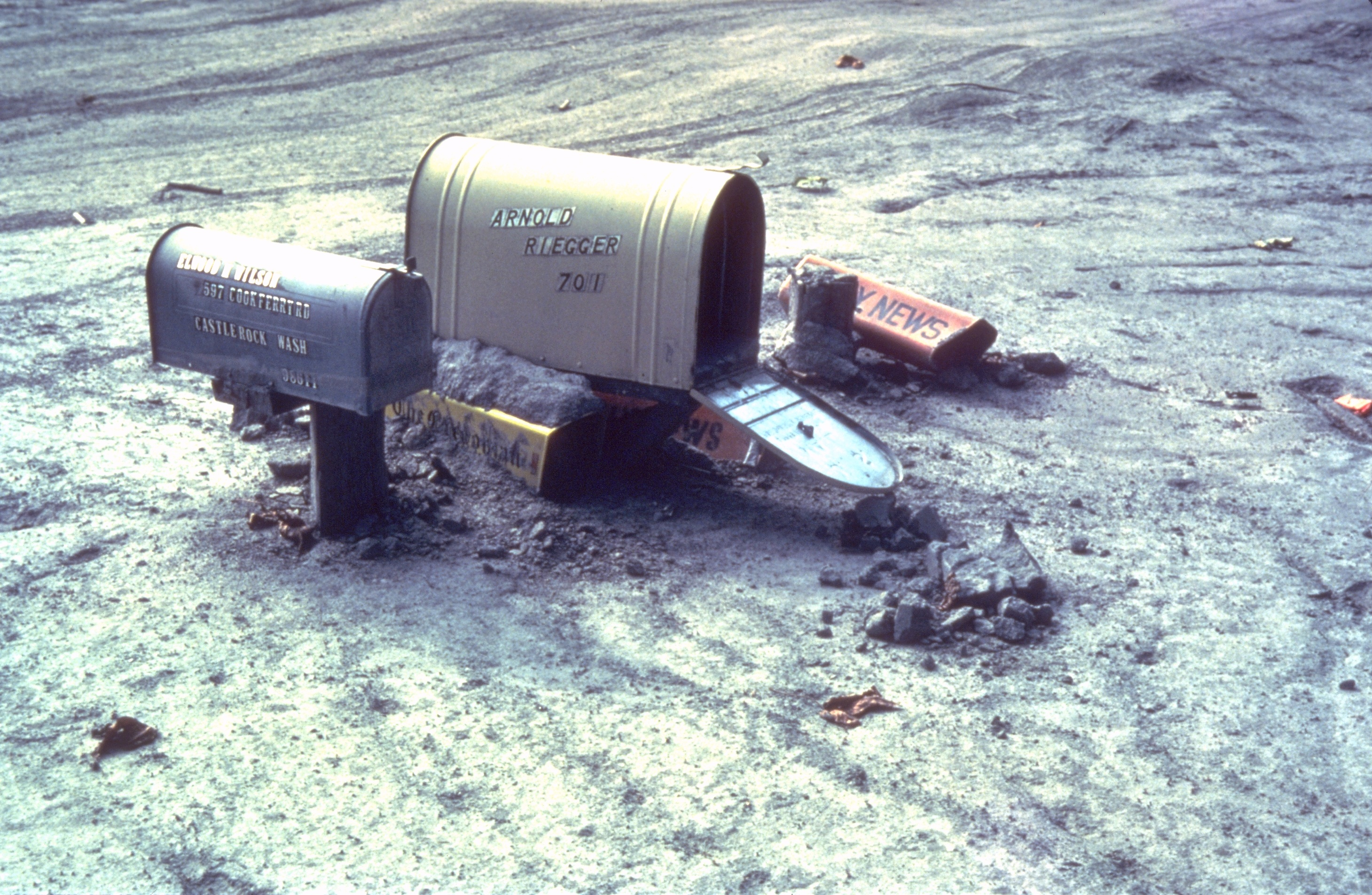
Briefkästen in einem Schlammstrom entlang des Cowlitz Rivers

An der Nordflanke des Bergs vermischten sich Gletscher- und Schneeschmelzen mit Pyroklastika und schufen weitaus größere Lahare. Diese Schlammströme flossen entlang der nördlichen und südlichen Arme des Toutle River und vereinten sich um 13:00 Uhr an der Einmündungsstelle des Toutle River in den Cowlitz River nahe Castle Rock in Washington. 90 Minuten nach der Eruption hatte der erste Schlammstrom 43 Flusskilometer zurückgelegt, als Beobachter am Camp Baker der Firma Weyerhaeuser eine annähernd vier Meter hohe Wand aus schlammigem Wasser und Geröll passieren sahen. Nahe der Einmündung des nördlichen und südlichen Arms des Toutle Rivers am Silver Lake wurde eine Fluthöhe von 7,16 Metern (23 ½ Fuß) gemessen.
Ein großer, aber langsamer Schlammstrom mit mörtelartiger Konsistenz setzte sich am frühen Nachmittag auf dem Nordarm des Toutle in Bewegung. Um 14:30 Uhr zerstörte der Strom das Camp Baker der Firma Weyerhaeuser und riss in den folgenden Stunden sieben Brücken mit sich. Ein Teil des Stroms floss kurz nach Einströmen in den Cowlitz River etwa vier Kilometer zurück; der Großteil jedoch setzte seinen Weg fort. Nach weiteren 27 Kilometern flossen geschätzte 2,98 Millionen Kubikmeter Schlamm in den Columbia River ein und hoben das Flussbett über eine Strecke von sechs Kilometern um 7,6 Meter (25 Fuß) an. Die noch verbleibende Tiefe von vier Metern legte diesen von Hochseefrachtern intensiv genutzten Kanal zeitweise lahm, was Portland geschätzte fünf Millionen US-Dollar kostete. Letztlich lagerten sich mehr als 50 Millionen Kubikmeter Sedimentgesteins entlang des Cowlitz- und des Columbia Rivers ab.

## Nachwirkungen

### Direkte Folgen

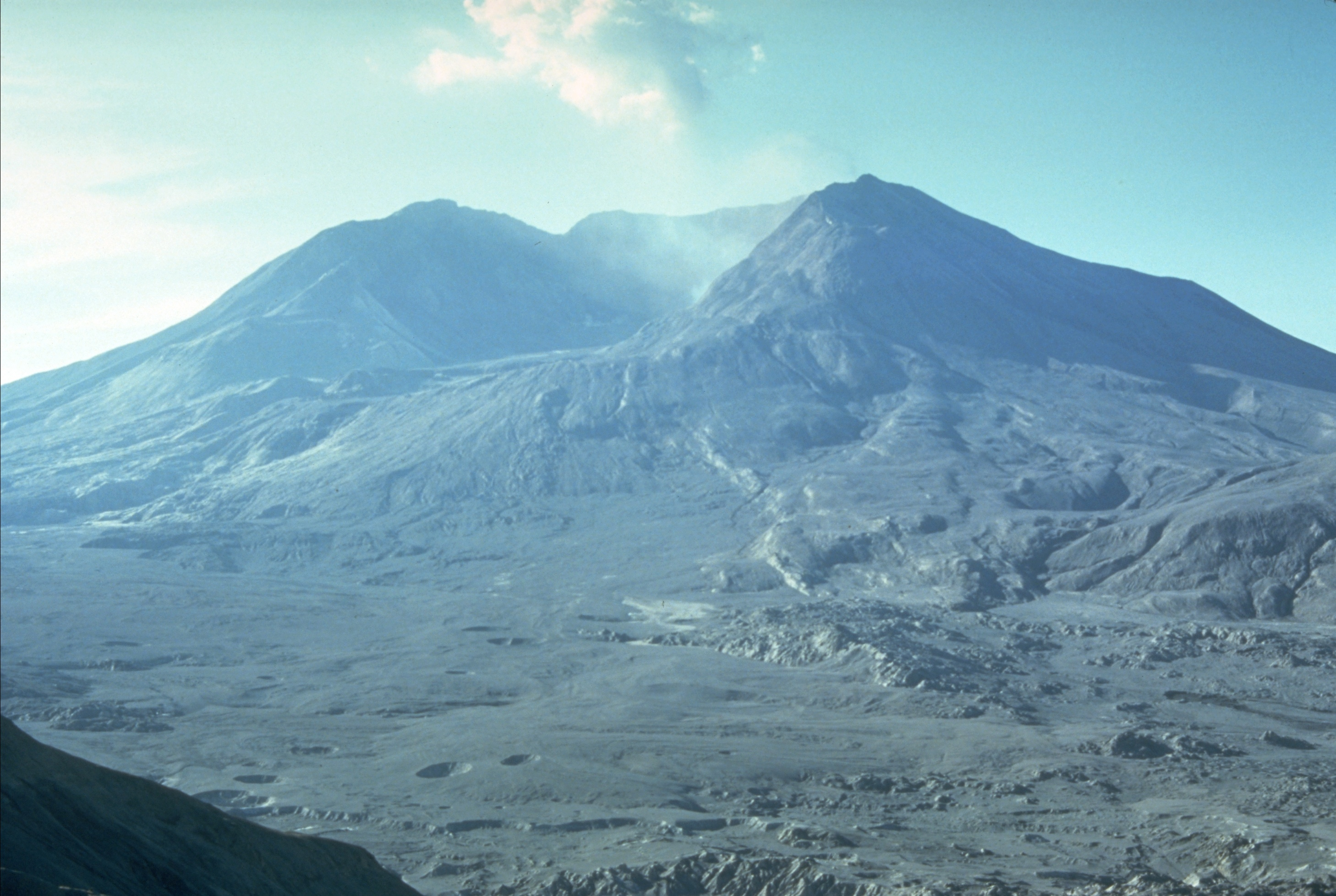
Der Mount St. Helens am 10. September 1980

Der Ausbruch am 18. Mai 1980 war einer der tödlichsten und ökonomisch verheerendsten Vulkanausbrüche in der Geschichte der Vereinigten Staaten. In dem dünn besiedelten und zuvor evakuierten Gebiet verloren 57 Menschen ihr Leben. Das Washington State Department of Game schätzte, dass zudem etwa 7.000 große Wildtiere starben, ebenso alle Vögel im Gebiet, unzählige Kleinsäuger und Millionen Fische. 200 Häuser, 47 Brücken, 24 Kilometer Eisenbahngleise sowie 300 Kilometer Highway wurden zerstört. US-Präsident Jimmy Carter erklärte angesichts der von dem Vulkan verursachten Zerstörungen, es sehe trostloser aus als eine Mondlandschaft.
Am 23. Mai wurde ein Filmteam von einem Hubschrauber am Mount St. Helens abgesetzt, um die Zerstörungen zu dokumentieren. Ihre Kompasse erwiesen sich jedoch als nutzlos, sodass sie schnell die Orientierung verloren. Eine weitere Eruption erfolgte am nächsten Tag, aber das Filmteam überlebte und wurde zwei Tage später gerettet.

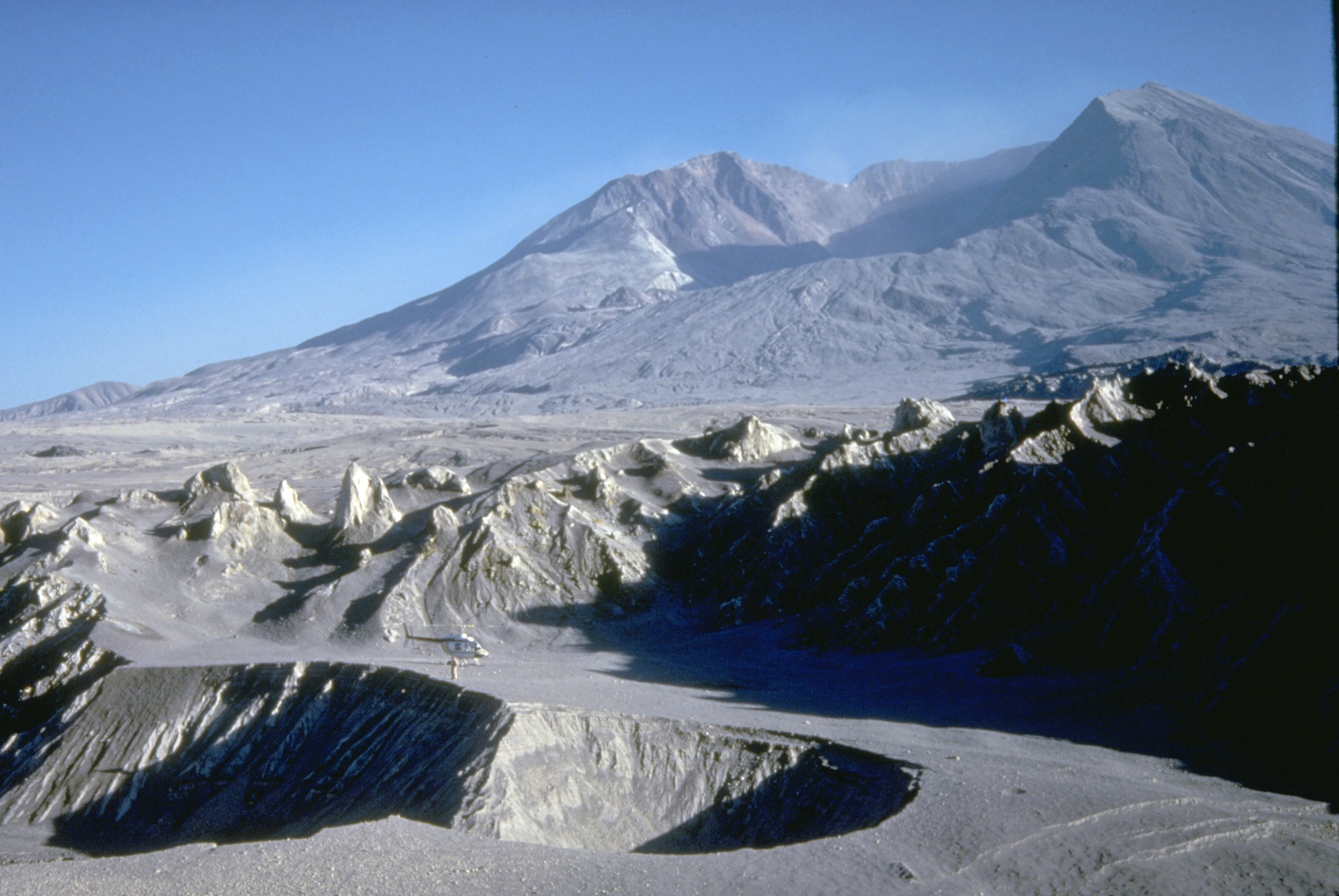
St. Helens am 16. September 1980 von Nordwesten aus gesehen

Insgesamt setzte der Mount St. Helens eine Energie von etwa 24 Megatonnen TNT – etwa das 1600-fache der Hiroshima-Atombombe – frei und warf mehr als vier Kubikkilometer Material aus. Ein Viertel dieses Materials war frische Lava in Form von Asche, Bimsstein wie auch vulkanischer Bomben, während der Rest aus fragmentiertem älterem Gestein bestand. Der Abrutsch der Nordflanke des Berges verringerte dessen Höhe um etwa 400 Meter und hinterließ einen zwei bis drei Kilometer breiten und 640 Meter tiefen Krater, in dessen Nordseite eine große Bresche geschlagen ist.
Mehr als 9,5 Millionen Kubikmeter (vier Milliarden board feet) Nutzholz wurden vor allem durch die initiale Eruption und die folgende, lateral verlaufende Druckwelle vernichtet. Zumindest ein Viertel des beschädigten Holzes wurde nach dem September 1980 geborgen. In Windrichtung des Vulkans wurden vor allem landwirtschaftliche Betriebe durch den Aschenregen wirtschaftlich stark geschädigt. Vernichtet wurde unter anderem die Weizen-, Apfel-, Kartoffel- und Luzerne-Ernte. Etwa 1500 Wapitis und 5000 andere Hirsche verendeten. Zerstört wurden auch die Brutstätten von geschätzt etwa zwölf Millionen Junglachsen. Geschätzte weitere 40.000 Junglachse starben in den Turbinen der hydroelektrischen Generatoren, als man in den Stauseen entlang des Lewis Rivers die Wasserstände absenkte, um auf die kommenden Schlamm- und Wasserfluten vorbereitet zu sein.
Im Jahr 2024 wurde eine Studie durchgeführt, die eine Erklärung für das beobachtete Phänomen einer Verlängerung der Dauer der Lamb-Wellen im Vergleich zum erwarteten.

### Ausgrabungen

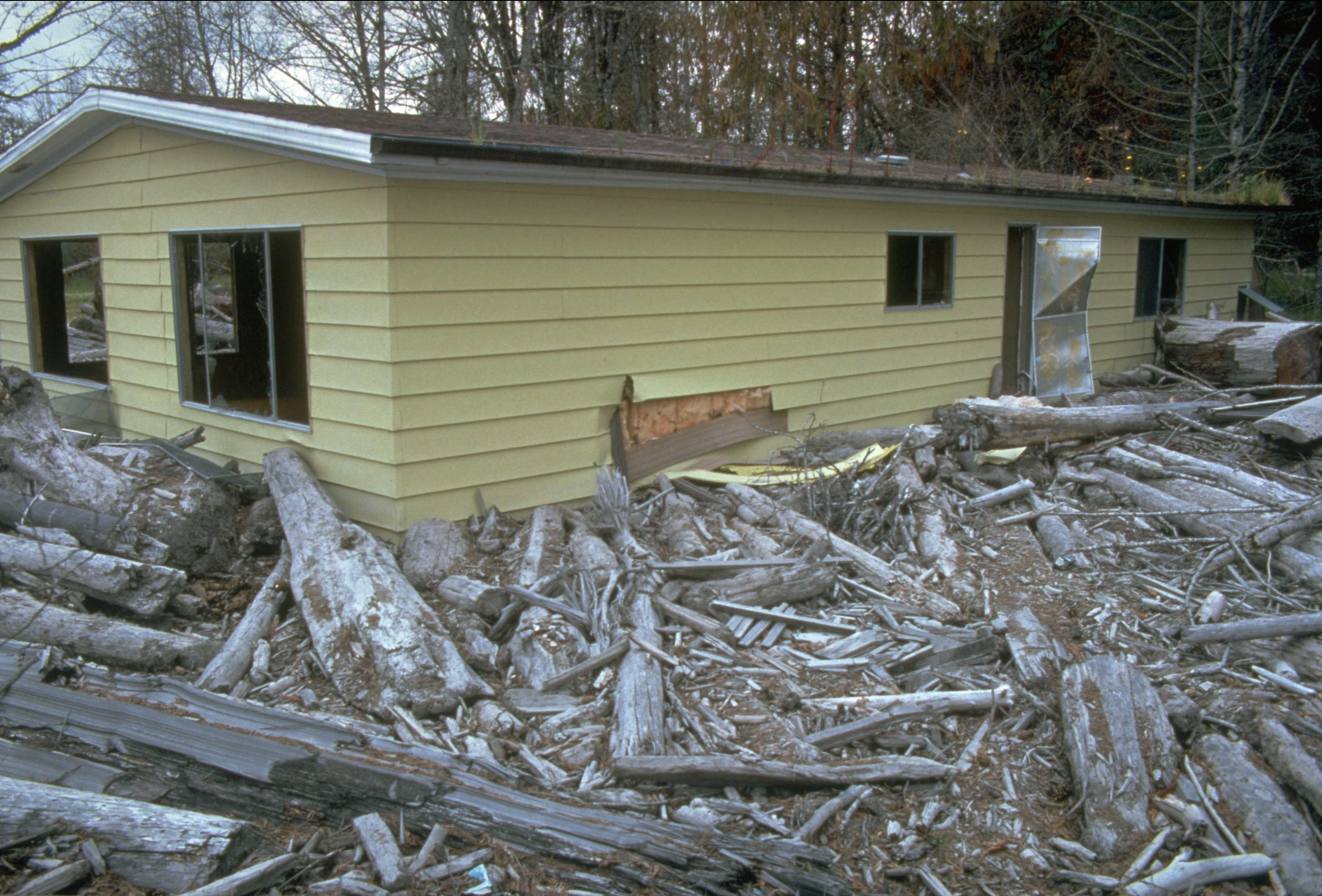
Durch einen Lahar beschädigtes Haus am South Fork Toutle River

Der Ascheregen schuf temporäre, aber dennoch gravierende Probleme für Transport-, Abwasserbeseitigungs- und Wasseraufbereitungssysteme. Die Asche reduzierte die Sichtweite so stark, dass Straßen und Highways zeitweise stillgelegt werden mussten, so etwa die Interstate 90 von Seattle bis Spokane, deren Betrieb für etwa eine Woche ruhte. Der Luftverkehr wurde für einige Tage bis hin zu zwei Wochen gestört, denn viele Flughäfen mussten im östlichen Washington aufgrund schlechter Sicht und großer Ascheansammlungen schließen. Insgesamt wurden über tausend kommerzielle Flüge aus diesen Gründen abgesagt. Die feine Asche schuf zudem gravierende Probleme in Verbrennungsmotoren und anderen mechanischen oder elektrischen Geräten, indem sie Ölsysteme kontaminierte, Luftfilter verstopfte und bewegliche Oberflächen zerkratzte. Die feineren Aschepartikel bewirkten Kurzschlüsse in Transformatoren und zogen so Stromausfälle nach sich.
Die Beseitigung und Lagerung der Asche war für einige Gemeinden im östlichen Washington eine große Aufgabe. Die zuständigen Behörden schätzten, dass über 1,8 Millionen Kubikmeter Asche – etwa 900.000 Tonnen Gewicht – von den Highways und Flughäfen Washingtons entfernt wurden. Diese Beseitigung kostete alleine in Yakima 2,2 Millionen US-Dollar und erstreckte sich über einen Zeitraum von zehn Wochen. Die Notwendigkeit, zunächst die Transportwege und Baustellen von der Asche zu befreien, erzwang hierbei nicht selten die Auswahl geeigneter Lagerstätten. Manche Städte nutzten alte Quarzminen und bereits existierende Mülldeponien, während andere diese Lagerstätten an jeweils sinnvolleren Stellen schufen. Um eine erneute Aufwirbelung der Asche durch Wind zu verhindern, wurden zahlreiche Deponien mit Erde aufgefüllt und mit Gräsern bepflanzt.

### Kosten

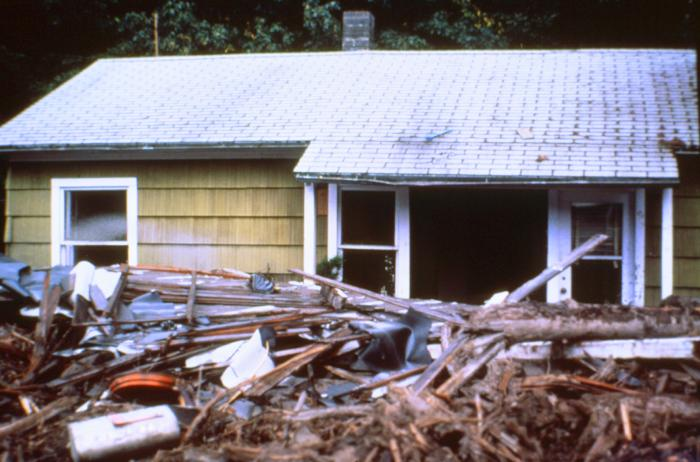
Eines der 200 durch die Eruption zerstörten Häuser

Frühe Abschätzungen der durch die Eruption verursachten Kosten beliefen sich auf zwei bis drei Milliarden US-Dollar. Eine verfeinerte Schätzung, auf Anfrage des US-Senats von der internationalen Handelskommission durchgeführt, ermittelte 1,1 Milliarden US-Dollar. Zusätzlich genehmigte der Kongress 951 Millionen US-Dollar Beihilfe, deren größter Anteil an die Small Business Administration, das United States Army Corps of Engineers und die FEMA verteilt wurde.
Zudem existieren indirekte und immaterielle Folgen. So stieg die Arbeitslosigkeit in der Region um den Mount St. Helens infolge der Eruption zeitweise auf annähernd das Zehnfache, um dann nach Wiederaufnahme der Nutzholzgewinnung wieder annähernd auf das Ausgangsniveau zurückzufallen. Nur ein kleiner Anteil der Bewohner dieser Region verließ diese aufgrund entstandener Arbeitslosigkeit dauerhaft. Einige Monate nach dem 18. Mai berichteten einzelne Anwohner jedoch von Stress und emotionalen Problemen, obschon sie die Krise ursprünglich gut handhaben konnten. Landkreise dieser Region forderten finanzielle Unterstützung für die Behandlung dieser Probleme an.
Die anfängliche öffentliche Reaktion auf den Ausbruch übte eine vernichtende Wirkung auf den Tourismus aus, der ein wichtiger Industriezweig des Staates Washington ist. Dies betraf nicht nur das Gebiet in direkter Nähe zum Mount St. Helens, sondern auch das weitere Umfeld. So wurden beispielsweise Kongresse und Tagungen in nicht betroffene Regionen verlagert. Die negativen Auswirkungen auf die Tourismusbranche waren jedoch nur von kurzer Dauer, da insbesondere der Mount St. Helens selbst nun eine Attraktion für Touristen darstellt und der United States Forest Service (Forstbehörde), wie auch der Staat Washington selbst, entsprechende Besucherzentren einrichteten.

### Luftfahrt
Beim Ausbruch des Mount St. Helens wurden erstmals Schäden an Flugzeugen und ihren Triebwerken durch vulkanische Asche registriert. Eine McDonnell-Douglas DC-9-30 flog noch am 18. Mai in Randbereiche der Wolken und wurde an den Turbinenblättern und der Außenhaut beschädigt, was aber erst nach der Landung festgestellt wurde. Dank der guten Wetterbedingungen konnte die Gefahrenzone ansonsten überwiegend gut umflogen werden. Am 25. Mai geriet eine Lockheed C-130 bei einem Erkundungsflug direkt in die Asche, es kam zum ersten bekannten Ausfall eines Triebwerks durch vulkanische Asche. Sechs weitere Flugzeuge wurden durch Abrieb äußerlich oder in den Triebwerken beschädigt.

## Spätere Eruptionen

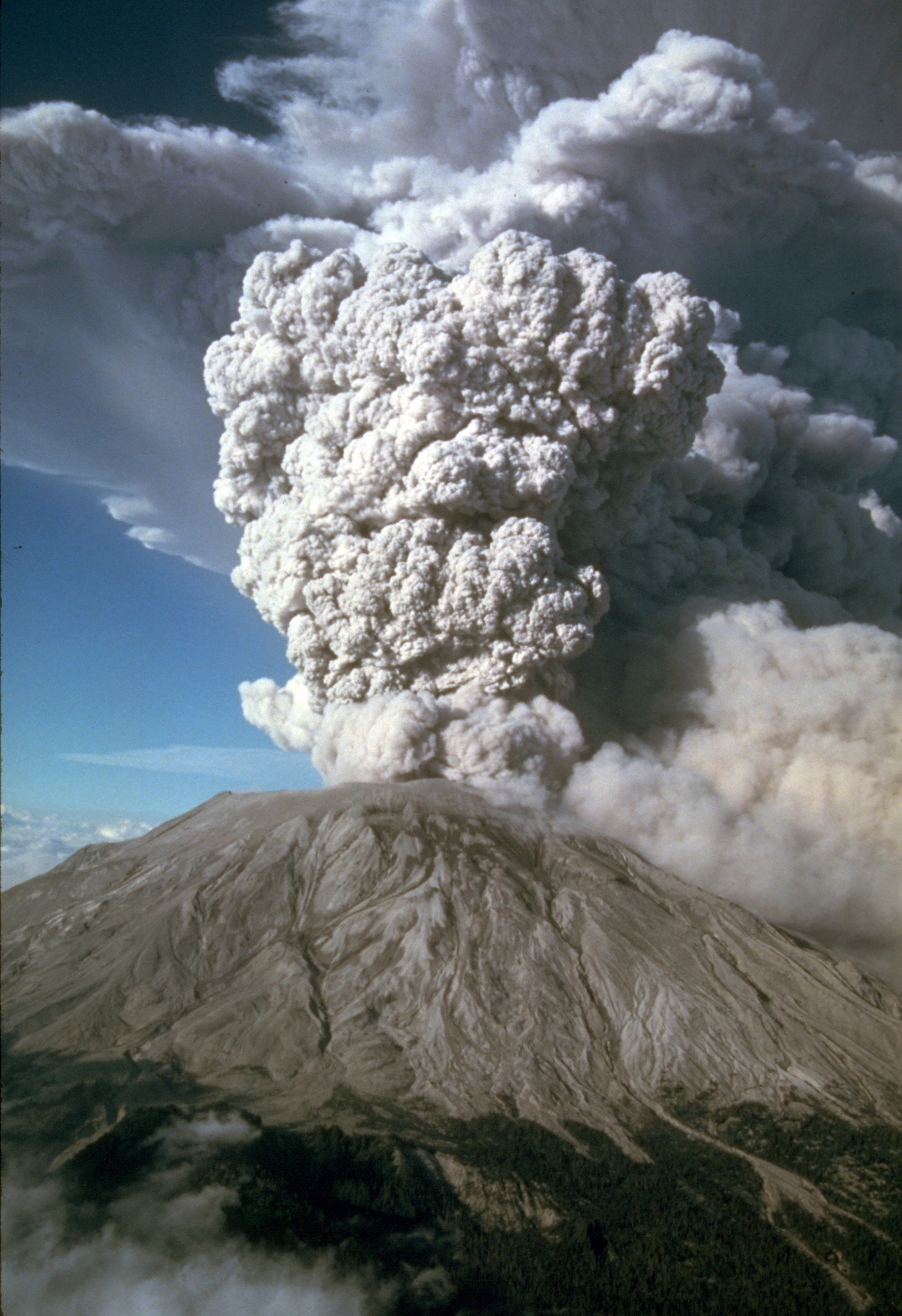
Eruption am 22. Juli 1980

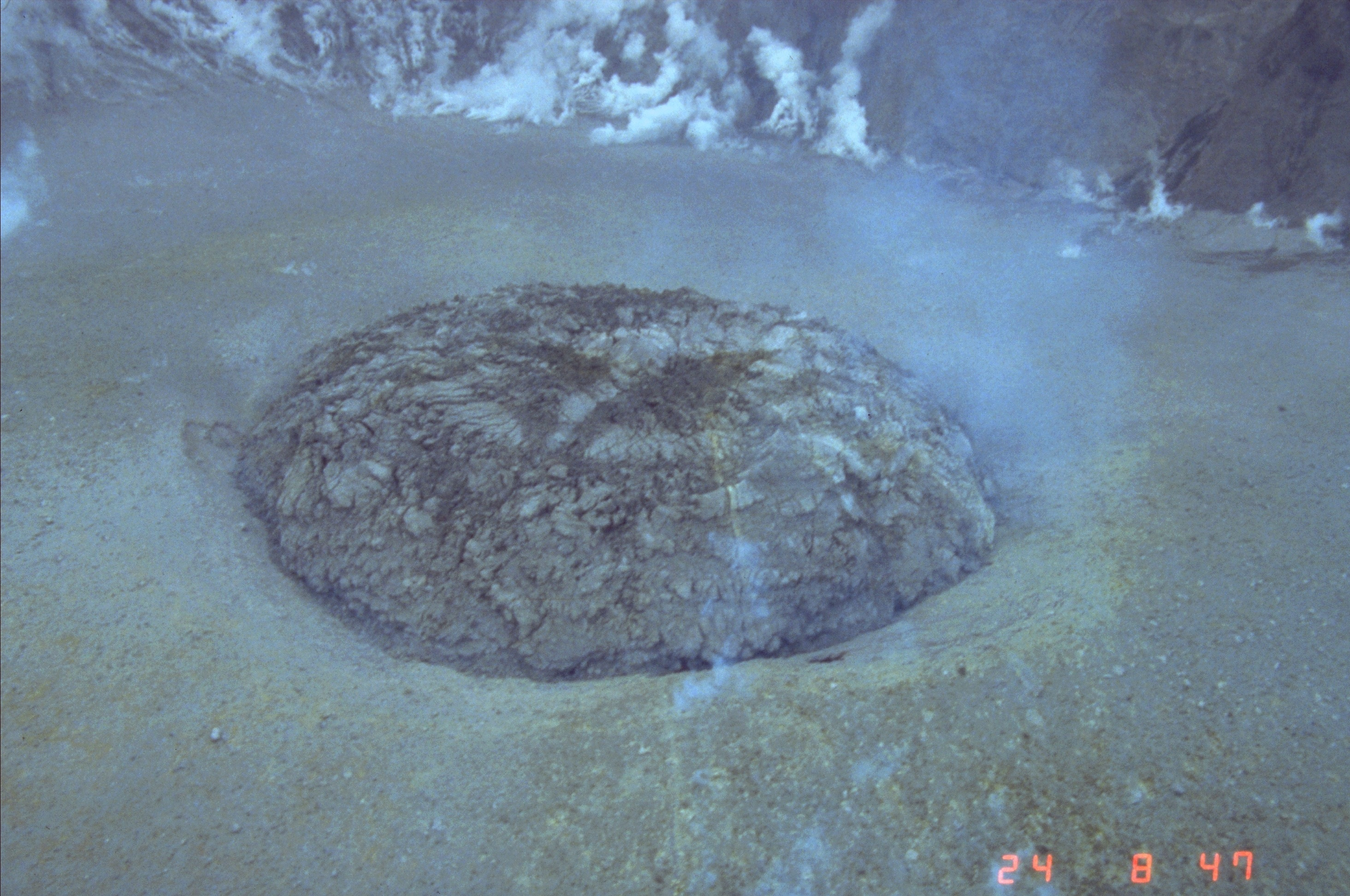
Der dritte Dom am 24. Oktober 1980

Der Mount St. Helens brach im Verlaufe des Jahres 1980 weitere fünf Mal aus. In den frühen 1990er-Jahren erfolgten zumindest 21 Phasen eruptiver Aktivität.
Am 25. Mai 1980 sandte eine Eruption um 2:30 Uhr eine Aschesäule 14 Kilometer hoch in die Atmosphäre. Zuvor kündigte plötzlich ansteigende seismische Aktivität diesen Ausbruch an. Stürmische Winde des während dieser Zeit herrschenden Unwetters trugen die Asche südlich und westlich und verteilten diese über das westliche Washington und Oregon. Pyroklastische Ströme verließen die nördliche Bresche des Kraters und bedeckten die Folgen des Ausbruchs vom 18. Mai.
Am 12. Juni wogte um 19:05 Uhr eine Aschewolke über dem Vulkan. Um 21:09 Uhr sandte eine weitaus stärkere Explosion eine Aschesäule 16 Kilometer in die Höhe. Im Krater entstand innerhalb einer Woche ein 60 Meter hoher und 365 Meter breiter Dazitdom.
Am 22. Juli beendete eine Serie größerer Explosionen eine mehr als einen Monat dauernde Periode vergleichsweiser Ruhe. Diese Eruption wurde zuvor von einer messbaren Expansion des Gipfelbereichs, erhöhter Erdbebenaktivität und veränderter Emission von Schwefeldioxid und Kohlenstoffdioxid angekündigt. Der erste Ausbruch erfolgte um 17:15 Uhr, als eine Aschesäule 16 Kilometer in die Höhe geschleudert wurde. Dieser Säule folgte um 18:25 Uhr eine zweite, die nach nur siebeneinhalb Minuten bereits über die Höhe der ersten hinausging. Die letzte Eruption begann um 19:01 Uhr und endete erst zwei Stunden später. Hierbei wurde der im Juni geschaffene Dom wieder gesprengt.
Seismische Aktivitäten und Gasemission stiegen Anfang August stetig an. Am 7. August um 16:26 Uhr expandierte eine Aschewolke langsam in bis zu 13 Kilometer Höhe. Kleine pyroklastische Ströme flossen durch die nördliche Bresche. Ein zweiter Dazitdom füllte binnen weniger Tage diesen Austrittskanal.
Zwei weitere Monate der Untätigkeit wurden von einer Eruption vom 16. bis zum 18. Oktober 1980 beendet. Dieses Ereignis zerstörte den zweiten Dom, schleuderte Asche in 16 Kilometer Höhe und erzeugte kleine, rotglühende pyroklastische Ströme. Ein dritter Dom entstand 30 Minuten nach der letzten Explosion am 18. Oktober, der binnen weniger Tage 275 Meter breit und 40 Meter hoch war. Im Jahr 1987 hatte dieser Dom bereits eine Breite von 900 Metern und eine Höhe von 40 Metern erreicht.

## Rezeption
Der Film Mount St. Helens – Der Killervulkan, der 1981 von Ernest Pintoff gedreht wurde, erzählt die Geschichte des Ausbruchs.
Die Zeile „Berge explodieren, Schuld hat der Präsident, es geht voran“ aus dem Lied Ein Jahr der Gruppe Fehlfarben bezieht sich auf diesen Ausbruch.
Auch eine Folge der Fernsehserie Sekunden vor dem Unglück widmete sich der Katastrophe.